# Juan Antonio Morales
Juan Antonio Morales Abrisqueta (Bilbao, 18 aprile 1969) è un ex cestista spagnolo.

## Carriera

### Club
La carriera di Juan Antonio inizia nella sua Bilbao, per poi passare nel 1987 allo Joventut Badalona, squadra con cui si mette in luce a livello nazionale ed europeo. Qui trascorre 8 stagioni, prima del suo trasferimento al Real Madrid, nel 1995. Dopo il biennio passato con i "blancos", emigra in Grecia accettando l'offerta del PAOK Salonicco, dove continua a giocare a buoni livelli sia nel campionato greco che in Eurolega.
La stagione 1999-2000 vede il suo ritorno in terra di Spagna, con la casacca del Tau Vitoria, esperienza che dura solo un anno. Infatti disputa la stagione successiva tra le file del Panionios, per poi tornare al PAOK Salonicco l'annata seguente.
Nell'autunno 2002 firma un contratto a gettone con i Crabs Rimini in Legadue con cui disputa 6 gare, poi approda in Grecia all'Olympiakos per la restante parte di stagione.
Oltre a numerose presenze con la maglia della nazionale spagnola, il palmarès di Morales comprende anche molti titoli europei, come Eurolega (1993-94), Coppa Korać (1989-90), ed Eurocoppa (1996-97).

### Nazionale
Con la nazionale spagnola ha disputato gli Europei nel 1989 e nel 1993. In precedenza, un grave infortunio alla caviglia patito durante una partita del torneo preolimpico gli aveva impedito di partecipare alle Olimpiadi di Seul 1988.

## Palmarès
- Campionato spagnolo: 2

Joventut Badalona: 1990-91, 1991-92
- Coppa di Grecia: 1

PAOK Salonicco:1998-99
- Copa Príncipe de Asturias: 2

Joventut Badalona: 1989, 1991
- Liga catalana: 6

Joventut Badalona: 1986, 1988, 1990, 1991, 1992, 1994
- Coppa Korać: 1

Joventut Badalona: 1989-90
- Eurocoppa: 1

Real Madrid: 1996-97
- Coppa dei Campioni: 1

Joventut Badalona: 1993-94